# CLARIN-PL
CLARIN-PL – powstałe w 2013 roku polskie konsorcjum naukowe należące do europejskiej infrastruktury badawczej CLARIN (ang. Common Language Resources and Technology Infrastructure, pol. Wspólne Zasoby Językowe i Infrastruktura Technologiczna). Jego celem jest tworzenie i udostępnianie cyfrowych zbiorów danych językowych i narzędzi cyfrowych do celów badawczych oraz dla potrzeb rozwoju przetwarzania języka naturalnego przez sztuczną inteligencję.
Instytucją koordynującą CLARIN-PL jest Politechnika Wrocławska. Do konsorcjum należą także Instytut Podstaw Informatyki PAN, Instytut Slawistyki PAN, Polsko-Japońska Akademia Technik Komputerowych, Uniwersytet Łódzki oraz Uniwersytet Wrocławski. Podstawowym węzłem sieci CLARIN w Polsce (centrum typu B i K) jest finansowane przez Ministerstwo Edukacji i Nauki Centrum Technologii Językowych w Katedrze Sztucznej Inteligencji Wydziału Informatyki i Komunikacji Politechniki Wrocławskiej, w którym mieści się infrastruktura techniczna CLARIN-PL.

## Zasoby
Do zasobów opracowanych w ramach CLARIN-PL należą m.in.:

### Korpus Dyskursu Parlamentarnego
Korpus Dyskursu Parlamentarnego to zbiór anotowanych lingwistycznie tekstów z posiedzeń plenarnych Sejmu i Senatu RP, interpelacji i zapytań poselskich oraz posiedzeń komisji od roku 1919 do chwili obecnej. Wszystkie anotacje lingwistyczne są dostępne na licencji CC-BY.

### Korpus Języka Polskiego Politechniki Wrocławskiej
Korpus Języka Polskiego Politechniki Wrocławskiej (KPWr) to zbiór dokumentów tekstowych dostępnych na licencji Creative Commons (CC-BY-SA), opisanych różnymi typami informacji lingwistycznych. Próbki do korpusu pobrano z takich źródeł jak: Wikipedia, Wikinews, portale informacyjne z treściami na licencji Creative Commons, dzieła literackie z domeny publicznej lub udostępnione na otwartej licencji itd., a więc takich, które zapewniają legalne i darmowe wykorzystanie korpusu.

### Korpusy równoległe
W ramach CLARIN-PL powstaje korpus równoległy tłumaczeń polsko-angielskich i angielsko-polskich Paralela, a także dwujęzyczne korpusy równoległe tekstów współczesnych: polsko-bułgarski, polsko-litewski, polsko-ukraiński, polsko-rosyjski.

### Platforma Leksykalna
Platforma Leksykalna to otwarty system sieciowy, służący do przeszukiwania źródeł leksykograficznych, umożliwiający umożliwia dostęp do danych leksykograficznych o poszczególnych leksemach. 

### Słowosieć
Słowosieć to baza danych leksykalno-semantycznych języka polskiego typu wordnet. Zawiera zestawy synonimicznych jednostek leksykalnych (synsety) opisanych krótkimi definicjami. Służy jako słownik, w którym pojęcia (synsety) i poszczególne znaczenia wyrazów (jednostki leksykalne) zdefiniowane są poprzez miejsce w sieci wzajemnych relacji, odzwierciedlających system leksykalny polszczyzny. Słowosieć jest także wykorzystywana jako jeden z podstawowych zasobów do budowy programów przetwarzających język polski.

### SpokesPL
SpokesPL to korpus współczesnej polszczyzny mówionej i związana z nim wyszukiwarka, umożliwiająca odsłuchiwanie fragmentów nagrań związanych z wyszukiwanymi lematami i związkami wyrazowymi.

### Walenty
Walenty to słownik walencyjny predykatów języka polskiego. Słownik zawiera zależności walencyjne predykatów, przede wszystkim czasowników, występujących w języku polskim, czyli ograniczeń sposobu, w jaki poszczególne wyrazy wiążą się z wyrazami podrzędnymi.